# أركوض شاحب
أركوض شاحب نوع نباتي يتبع جنس الأركوض من الفصيلة البقولية.